# Valentin Erythräus
Valentin Erythräus, eigentlich Roth, (* 1521 in Lindau; † 29. März 1576 in Altdorf) war ein deutscher Lehrer und Philologe.

## Leben und Werk
Valentin Erythräus erhielt seine schulische Ausbildung auf der Lateinschule in Lindau und studierte anschließend erst drei Jahre an der Universität Straßburg und dann an der Universität Wittenberg, dort hörte er Vorlesungen bei Martin Luther und Philipp Melanchthon und erwarb sich deren besonderes Vertrauen.
Sein früherer Lehrer, der Humanist Johannes Sturm, rief ihn 1546 nach Straßburg, wo er zunächst als Lehrer am Gymnasium tätig war, ab 1553 an der Universität Straßburg; Valentin Erythräus wurde dort zum Professor der Rhetorik befördert und lehrte die folgenden 29 Jahre. Während seiner Straßburger Zeit handelte es sich bei seinen Veröffentlichungen überwiegend um philologische Themen und didaktische Hilfsmittel zu den Lehrbüchern von Philipp Melanchthon und Johann Sturm, in denen er versuchte, mit Beispielen oder mit diagrammatischen Tafeln die Inhalte der Unterrichtswerke zu veranschaulichen.
Nachdem das Gymnasium von Nürnberg nach Altdorf verlegt worden war, wurde Valentin Erythräus 1575 zum Rektor an das neu errichtete Gymnasium berufen. Er starb zwar nur neun Monate später, konnte jedoch in dieser kurzen Zeit maßgeblich daran mitwirken, dass die Lehre in Altdorf nach einem einheitlichen didaktischen Konzept organisiert wurde.
Valentin Erythräus war verheiratet, sein Sohn war der Kirchenmusiker Gotthart Erythräus (um 1560–1617).

## Schriften (Auswahl)
- Schēmatismoi, Hoc Est Tabvlae Qvaedam Partitionvm Oratoriarvm M. T. Ciceronis, Et Qvatvor Dialogorvm In Easdem Ioannis Stvrmii. Argentinae 1547.
- De ratione legendi, explicandi, & scribendi epistolas : libri tres Cum praefatione Joan. Sturmii. Argentorati 1573.
- Oratio de honoribus academicis et eorum gradibus, item de renunciatione magistrorum philosophiae. Argentoratum, 1574.
- Philipp Melanchthon; Valentin Erythäus: Sōmatopoiia Dialektikē. Argentorati 1574.
- Johannes A. Haloander; Valentin Erythräus: Institvtionvm Imperialivm Analyseis, Sev Resolvtiones Novae : propter Tyrones Iuris Ciuilis scientiae, nuper Schematismois delineatae. Argentorati 1576.
- Valentini Erythraei, De ratione legendi, explicandi, & scribendi epistolas libri tres. Argentorati 1576.
- Renunciatio Magistrorum Philosophiae, In Academia Argentoratensi, IX. Feb. anno M.D.LXXIIII. Argentorati 1578.